# Arroyo Molles del Pescado
El arroyo Molles del Pescado  es un curso de agua uruguayo que atraviesa el departamento de  Florida  perteneciente a la cuenca del Plata.
Nace en la Cuchilla Grande, desemboca en el arroyo del Pescado tras recorrer alrededor de 26 km.